# Буддийский монастырь Сумбе
Буддийский монастырь Сумбе — памятник, который является остатками буддийского монастыря, основанного после ойрато-манчжурской войны 1729—1734 года, на территории кочевания урги джунгарских ханов. Монастырь существовал и действовал до 1864 года.

## История
Первоначальное упоминание о существовании монастыря содержится в «Дневнике поездки на Иссык-Куль» 1856 года Ч. Ч. Валиханова, где впервые показано название и местонахождение буддийского монастыря Сумбе.
Во второй четверти XVIII — середины XIX века местность и река Сумбе, на берегу которой был расположен буддийский монастырь, обозначались терминами «Албан», «Албан-Шибир», «Албанашба», «Алван». По существующим данным китайских источников середины XVIII—XIX века, в 1755 году здесь потерпел поражение от цинских войск последний правитель Джунгарского ханства Даваци (1753—1755), вынужденный бежать из этого района от преследования маньчжурского военачальника Банди в Восточный Туркестан. После уничтожения маньчжурами кочевого государства ойратов и возвращения казахов в верховья реки Или, монастырь Сумбе утратил прежнюю значимость. С начала 1771 по 1864 годы монастырь оставался основным культовым центром размещенной китайскими властями в долине реки Текес. На территории монастыря обосновалась небольшая группа семей калмыков-торгутов, совершивших «последнее великое кочевье» с берегов Волги на земли бывшего Джунгарского ханства.
В 1864 году в результате восстания мусульманских народов Кульджинского края и Восточного Туркестана против господства Цинов монастырь был полностью разрушен до его основания казахами и кыргызами, и остается в руинах до настоящего времени.
Первым исследователем, посетившим в 1859 году действующий монастырь с научной целью во время служебной поездки по Семиречью, был военный топограф А. Ф. Голубев, который дал в специальной статье «Отрывок из путешествия в Среднюю Азию. Заилийский край» подробное описание монастыря и интерьера ламаистского храма — «кумирни».
В наше время остатки монастыря были обнаружены 1991 году археологом К. А. Акишевым. Впервые территория местонахождения монастыря были исследованы и изучены в 1992 году археологами Ф. П. Григорьевым и А. С. Мирзабаевым, которые произвели на месте небольшие раскопки. Последующее исследование и изучение памятника было произведено в 2008 г. комплексной экспедицией, организованной КазНИИ ПКНН (рук. И. В. Ерофеева, Б. Ж. Аубекеров, Ю. А. Мотов, С. В. Перевозов).

## Описание памятника
Памятник представляет собой небольшую прямоугольную возвышенность или земляную платформу (63х43,5 м, высота 0,6-1,0 м), ориентированную углами по сторонам света, на поверхности которой фиксируются остатки группы сооружений, обводной стены в виде оплывшего вала на каменном основании (высота 0,2—0,5 м, ширина 2 м) с разрывом в средней части с юго-восточной стороны (въезд), внутри — центральная возвышенность Т-образной формы (13,3-28,7х34,2 м, высота 0,4 м) и две меньшие по размерам (10х24 и 12х25,5 м), расположенные симметрично в южном и восточном секторе вала. Поверхность памятника имеет следы перекопов, встречаются обломки строительного и отделочного серого кирпича, черепицы, алебастра, мелких костей животных. В стратиграфических шурфах на центральном и южном сооружениях при археологических раскопках обнаружены обломки облицовочных кирпичей с растительным орнаментом, фрагменты сгоревшего дерева, железные гвозди. На поверхности найдены многочисленные фрагменты фарфоровой китайской посуды, керамики, железных котлов и др. К югу от развалин находятся остатки лестничного спуска к реке, выложенного гранитными плитами размерами 25х62х90 см. В 0,5 км к западу от основного сооружения на поверхности скалы — выбитая тибетская надпись.

## Сохранность памятника
Памятник находится под охраной государства, но не включен в Государственный список памятников истории и культуры местного значения Алматинской области 2010 г. Физическая охрана памятника на месте отсутствует, объект расположен в приграничной зоне. Состояние окружающего ландшафта хорошее. Руины монастыря хорошо видны на поверхности, сохранились каменные ступени лестницы, ведущей от храма к берегу реки Сумбе, вдоль которого также заметны остатки жилых и хозяйственных построек.